# Consell Insular d'Eivissa

Senyal oficial del Consell Insular d'Eivissa.

El Consell Insular d'Eivissa és una institució d'autogovern en l'àmbit de l'illa d'Eivissa. Va ser regulat l'any 2007 arran de l'aprovació d'Estatut d'Autonomia. El nou Consell es constituí passats quaranta-cinc dies de les eleccions de dia 27 de maig de 2007. Està regulat per la Llei de Consells Insulars.

## Història
El Consell d'Eivissa sorgeix arran de la separació del seu òrgan antecessor, el Consell Insular d'Eivissa i Formentera que disposava l'Estatut.

## Llista de presidents
| No. | Nom                   | Inici               | Fi                  | Partit   |
| --- | --------------------- | ------------------- | ------------------- | -------- |
| 1.  | Xico Tarrés Marí      | 9 de juliol de 2007 | 1 de juliol de 2011 | PSOE-ExC |
| 2.  | Vicent Serra Ferrer   | 1 de juliol de 2011 | 4 de juliol de 2015 | PP       |
| 3.  | Vicente Torres Guasch | 4 de juliol de 2015 | 5 de juliol de 2019 | PSOE     |
| 4.  | Vicent Marí Torres    | 5 de juliol de 2019 | actualitat          | PP       |